# 李大魁 (嘉靖進士)
李大魁（1499年—？年），字伯掄，號敬方，湖廣襄陽儀衛司官籍，明朝政治人物。
嘉靖十一年（1532年）壬辰科第三甲第二百一十八名進士。觀大理寺政，改工兵主事，吏主事，降通判止。